# Kyle Reyes
Kyle Roscoe Reyes (レイズ・カヨル) (* 10. říjen 1993 Brampton, Kanada) je japonský zápasník–judista, který na mezinárodní scéně reprezentuje rodnou Kanadu.

## Sportovní kariéra
Narodil se na předměstí Toronta v Bramptonu do multikulturní rodiny, otec Filipínec, matka Kanaďanka. Od svých dvou let vyrůstal v Japonsku, kde jeho matka Heather Mathieso pracuje jako učitelka angličtiny. S judem začal na základní škole v kroužku. Aktivně se judu věnoval od svých 13 let na střední škole v Maebaši. Později se připravoval jako student Nihon University v Čijodě, na které promoval v roce 2016 z anglického jazyka a literatury. V roce 2012 se dohodl s kanadským judistickým svazem startovat za rodnou Kanadu, kde viděl větší šance se prosadit na mezinárodní scéně. V roce 2016 se kvalifikoval na olympijské hry v Riu. V úvodním kole však prohrál s Nizozemcem Henkem Grolem na ippon.

## Výsledky
| Olympijské hry          |    |     |     | úč. |     |  |  |  |  |  |  |  |  |  |  |  |  |  |  |  |  |
| Mistrovství světa       | —  | úč. | úč. |     | úč. |  |  |  |  |  |  |  |  |  |  |  |  |  |  |  |  |
| Panamerické hry         |    |     | —   |     |     |  |  |  |  |  |  |  |  |  |  |  |  |  |  |  |  |
| Panamerické mistrovství | —  | —   | 3.  | 2.  | —   |  |  |  |  |  |  |  |  |  |  |  |  |  |  |  |  |
| MS juniorů              | 1. |     |     |     |     |  |  |  |  |  |  |  |  |  |  |  |  |  |  |  |  |